# 고바야시 조지
고바야시 조지(일본어: 小林 ジョージ, 1947년 11월 29일 ~ )는 브라질에서 태어난 일본의 전 축구 선수이다.

## 국가대표팀 경력
그는 1972년 메르데카 국제축구대회에 참가할 일본 국가대표팀에 발탁되었으며, 7월 16일 스리랑카와의 경기에서 데뷔했다. 그는 국제 A매치 통산 3경기에 출전했다.

## 통계
| 일본 | 일본 | 일본 |
| 연도 | 출전 | 득점 |
| ---- | ---- | ---- |
| 1972 | 3    | 0    |
| 통산 | 3    | 0    |